# Rasmus Andresen
Pour les articles homonymes, voir Andresen.
Rasmus Andresen, né le 20 février 1986 à Essen, est un homme politique allemand. Membre de l'Alliance 90/Les Verts, il est élu député européen en 2019 et réélu en 2024.